# Starý páky
Starý páky (v anglickém originále Old Dogs) je americká filmová komedie z roku 2009. Režisérem filmu je Walt Becker. Hlavní role ve filmu ztvárnili John Travolta, Robin Williams, Kelly Prestonová, Seth Green a Lori Loughlin.

## Obsazení
| John Travolta      | Charlie Reed   |
| Robin Williams     | Daniel Rayburn |
| Kelly Prestonová   | Vicki Greer    |
| Seth Green         | Craig White    |
| Lori Loughlin      | Amanda         |
| Ella Bleu Travolta | Emily Greer    |
| Conner Rayburn     | Zachary Greer  |
| Luis Guzmán        | Nick           |
| Matt Dillon        | Barry          |
| Rita Wilson        | Jenna          |
| Ann-Margret        | Martha         |